# Kanice (district de Domažlice)
Pour les articles homonymes, voir Kanice.
Kanice  (en allemand : Kanitz) est une commune du district de Domažlice, dans la région de Plzeň, en République tchèque. Sa population s'élevait à 205 habitants en 2017.

## Géographie
Kanice se trouve à 11 km à l'est-nord-est de Domažlice, à 37 km au sud-ouest de Plzeň et à 119 km au sud-ouest de Prague.
La commune est limitée par Blížejov au nord-ouest et au nord, par Koloveč au nord-est, par Únějovice à l'est, par Všepadly et Úboč au sud, et par Hradiště à l'ouest.

## Histoire
La première mention écrite de la localité date de 1325.